# Reino da Hungria

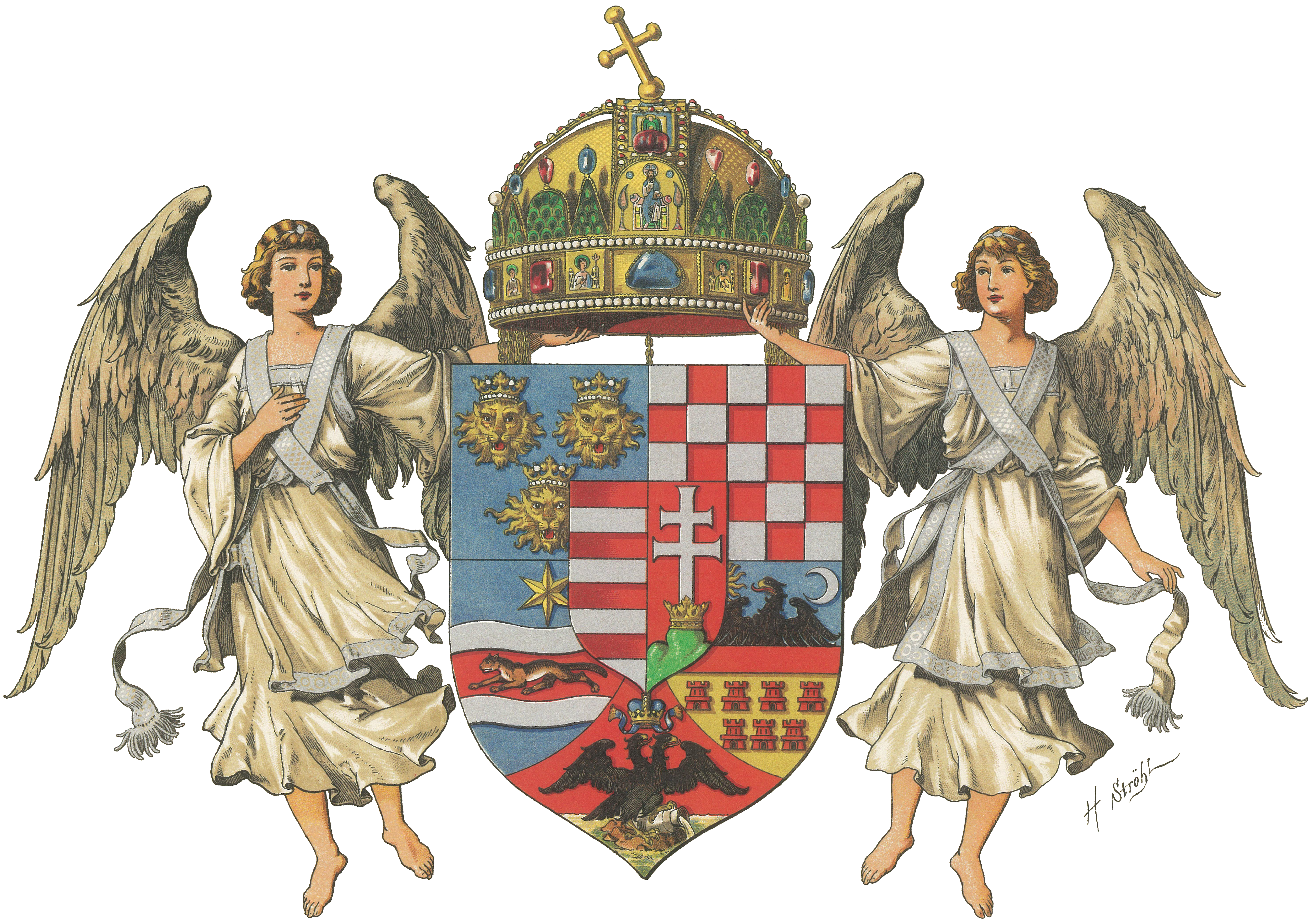
Brasão de armas do Reino da Hungria com a coroa de Santo Estevão.

O Reino da Hungria foi um Estado da Europa Central que existiu de facto de 1000 a 1526. Após esse período ele se tornou parte do Império Otomano até a derrota deste, em 1686 pela Monarquia dos Habsburgos, que passou a governar os territórios do reino, ocasião em que o título "Rei da Hungria" incorporou-se à lista de títulos oficiais do Imperador da Áustria. Em 1867, a nobreza húngara obteve certa autonomia com a proclamação do Império Austro-Húngaro que foi dissolvido após a Primeira Guerra Mundial (1918) e a subsequente criação da República da Hungria pelo tratado de Trianon.
Originado no oeste do território da atual Hungria, no seu apogeu o reino estendeu-se por todo o atual território húngaro, além de: Transilvânia (parte da atual Romênia), Eslováquia, Croácia, Cárpato-Ucrânia, Voivodina (parte da atual Sérvia) e outros pequenos territórios vizinhos.

## Nomenclatura
O termo "Reino da Hungria" é frequentemente utilizado para denotar esta configuração dos territórios de longa duração multiétnica a fim de diferenciá-lo, de maneira clara, do moderno Estado húngaro, que é significativamente menor e mais homogêneo do ponto de vista étnico. Anteriormente e durante o século XIX, o termo húngaro se referia a qualquer habitante desse Estado, independentemente de sua etnicidade.
Os termos latinos Natio Hungarica e Hungarus referiam-se a todos os nobres do reino. Um sentimento hungarus (lealdade e patriotismo acima das origens étnicas) existiu entre qualquer habitante deste estado, porém de acordo com o Tripartitum de István Werbőczy, "Natio Hungarica" eram apenas os privilegiados nobres, súditos da Santa Coroa independentemente da etnicidade.
Devido a sua natureza multiétnica, o Reino da Hungria tinha nomes nos diversos idiomas que foram oficiais durante algum período de sua história:
- Königreich Ungarn (em alemão);
- Magyar Királyság (húngaro);
- Regnum Hungariae (latim);
- Kraljevina Ugarska (croata);
- Królestwo Węgier (polonês);
- Regatul Ungariei (romeno);
- Kraljevina Ugarska/Краљевина Угарска (sérvio);
- Uhorské kráľovstvo (eslovaco).

## História do Reino da Hungria

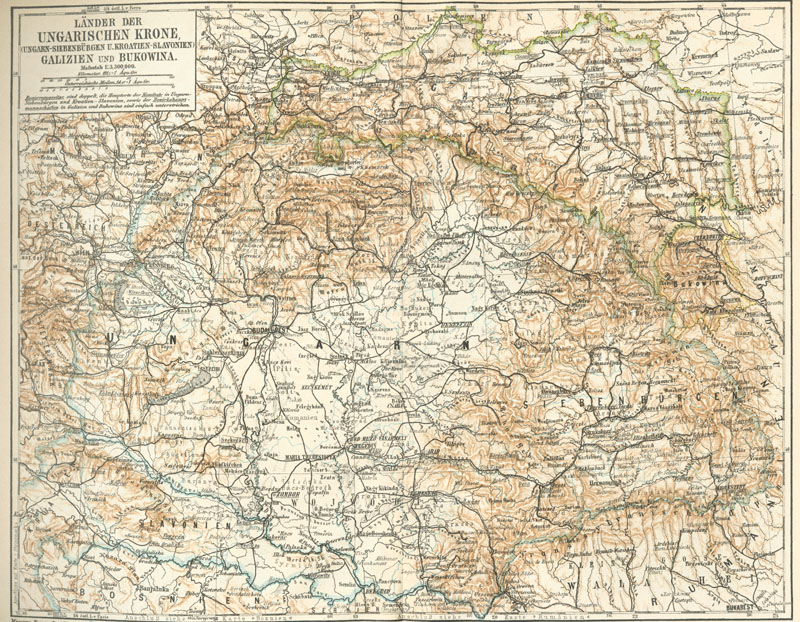
Mapa do Reino da Hungria no século XIX.

Os primeiros reis húngaros pertenciam à dinastia Árpád. No início do século XIV, esta dinastia foi substituída pela Angevina e mais tarde pela Jaguelônica assim como por diversos governantes não dinásticos, notadamente Sigismundo de Luxemburgo e Matias Corvino.
Na Batalha de Mohács, em 1526, o exército húngaro foi derrotado pelas forças do Império Otomano. O rei Luís II da Hungria escapou mas acabou se afogando no riacho Csele. Sob o ataque otomano a autoridade central ruiu e travou-se uma luta pelo poder. A maioria da elite votante da Hungria elegeu João Zápolya (10 de novembro de 1526). Uma minoria de aristocratas preferiu dar a coroa a Fernando de Habsburgo que era arquiduque da Áustria e tinha ligação com a família de Luís pelo casamento; existiam já acordos previamente firmados de que os Habsburgos tomariam o trono húngaro caso Luís morresse sem deixar herdeiros, como aconteceu. Fernando foi eleito rei por uma Dieta não representativa em dezembro de 1526. Em 29 de fevereiro de 1528, o rei João I da Hungria (Zápolya) recebeu o apoio do sultão otomano.
Com o conflito sucessório instalado, Fernando procurou tirar, o quanto pode, o máximo proveito do reino húngaro. Em 1529 o reino encontrava-se dividido em duas partes: a Hungria dos Habsburgos e um "Reino Oriental da Hungria". Nessa ocasião não havia otomanos nos territórios húngaros, exceto nos importantes castelos de Srem. Em 1541, a queda de Buda marcou a nova divisão da Hungria em três partes e que permaneceu até o fim do século XVII. Embora as fronteiras estivessem em constante mudança durante o período, as três partes podem ser assim identificadas:
- A atual Eslováquia, o noroeste da Transdanúbia, Burgenlândia, o oeste da Croácia e territórios limítrofes estavam sob o governo dos Habsburgos. Esta área era conhecida como a Hungria Real e apesar de nominalmente ser um Estado independente, era administrada como se fosse parte do domínio austríaco dos Habsburgos, ao qual era imediatamente adjacente. Esta era a continuação do Reino da Hungria.
- O Grande Alföld (isto é, a maior parte da atual Hungria, incluindo o sudeste da Transdanúbia e o Banato), parcialmente sem a porção nordeste da atual Hungria, tornou-se na Hungria otomana, parte do Império Otomano.

Mapa dos condados nas Terras da Coroa de Santo Estevão (o Reino da Hungria propriamente dito mais a Croácia-Eslavônia) por volta de 1880.

- O território restante tornou-se o novo principado independente da Transilvânia, sob o domínio da família Zápolya. A Transilvânia era um Estado vassalo do Império Otomano.

Depois do fracasso da invasão otomana da Áustria em 1683, os Habsburgos fizeram uma ação ofensiva contra os turcos; no final do século XVII, eles haviam conseguido conquistar o que restou do histórico Reino da Hungria mais o principado da Transilvânia. Neste momento, a terminologia Hungria Real desapareceu e a área uma vez mais passou a ser chamada de Reino da Hungria, embora continuasse a ser ainda administrada pela realeza dos Habsburgos. No século XVIII, o Reino da Hungria tinha a sua própria Dieta (parlamento) e constituição, mas os membros do Conselho do Governador (Helytartótanács, o gabinete do palatino) eram indicados pelo monarca Habsburgo e a instituição superior de economia, a Câmara da Hungria, estava diretamente subordinada à Câmara da Corte em Viena. A língua oficial do Reino da Hungria permaneceu sendo o latim até 1844, e passou a ser o húngaro a partir de 1867.

## Áustria-Hungria
Em 1867, após o Ausgleich (ou kiegyezés, em húngaro - o Compromisso entre austríacos e húngaros que formou o Império Austro-Húngaro), o Império dos Habsburgos tornou-se a então chamada "monarquia dual" da Áustria-Hungria. Às terras históricas da Coroa da Hungria (o Reino da Hungria propriamente dito, ao qual a Transilvânia foi logo incorporada, mais a Croácia-Eslavônia, que mantinha uma identidade distinta e uma certa autonomia interna) foi garantido tratamento igual ao recebidos pelo território restante da monarquia dos Habsburgos; os dois Estados unidos, Áustria e Hungria, tinham cada um considerável independência, com determinadas instituições e assuntos em comum (principalmente com relação à casa reinante, defesa, assuntos externos e finanças para gastos comuns). Este arranjo durou até 1918, quando o território do Reino da Hungria foi dividido entre a Hungria e outros Estados vizinhos preexistentes ou recém-criados (Áustria, Tchecoslováquia, Romênia e o Reino da Sérvia, Croácia e Eslovênia), com a derrota dos Impérios Centrais na Primeira Guerra Mundial. As novas fronteiras foram fixadas em 1920 pelo Tratado de Trianon. Isto é geralmente visto como o fim do Estado que era conhecido por Reino da Hungria.

## Após a Primeira Guerra Mundial
Deve ser observado que Reino da Hungria foi também o nome formal do Estado húngaro que existiu aproximadamente no território da atual Hungria de 21 de março de 1920 até 21 de dezembro de 1944. Este Estado (que foi também frequentemente chamado de Reino Húngaro) foi concebido como um "reino sem um rei", uma vez que não havia consenso sobre quem assumiria o trono da Hungria, ou que forma de governo deveria substituir a monarquia. O reino foi governado neste período por Miklós Horthy, que tinha o título de regente. A Hungria tornou-se uma república em 1 de fevereiro de 1946.

## A questão da continuidade
Os húngaros tendem a enfatizar a continuidade do Estado húngaro e a considerar o Reino da Hungria uma fase de seu desenvolvimento histórico. A continuidade é refletida nos símbolos e feriados nacionais, na língua oficial, na capital do país e na comemoração oficial do milênio da criação do Estado húngaro em 2000. De acordo com este ponto de vista, o Reino da Hungria foi inicialmente um país de húngaros, não negando a presença e importância de outras nacionalidades.
Em oposição a isto, segundo o ponto de vista de outras nacionalidades que viviam no território do antigo Reino da Hungria, tal continuidade está dividida entre as nações que se formaram a partir do Reino da Hungria, uma vez que ele foi comum a vários povos desde a sua formação e, portanto, não é idêntico à atual Hungria, que é um Estado-nação de húngaros. Nas línguas croata, sérvia e eslovaca, há nomes diferentes para a moderna Hungria (croata/sérvio: Mađarska, eslovaco: Maďarsko) e para o Reino da Hungria (croata/sérvio: Ugarska, eslovaco: Uhorsko).